# Paul Figueroa
Paul Figueroa (ur. w Los Angeles) – amerykański muzyk oraz inżynier dźwięku, od 2001 na stałe związany z Sound City Studios w Los Angeles. Jako asystent inżyniera dźwięku, współpracował między innymi z Joe Barresim czy Mattem Hyde. Nominowany do nagrody Grammy w 2014 za album The Devil Put Dinosaurs Here grupy Alice in Chains oraz kanadyjskich Juno Awards za utwór „Hollow” Alice in Chains. 

## Życiorys
Paul Figueroa urodził się i dorastał w Los Angeles. Jego rodzice prowadzili znany klub Jazz Club Donte. Jako nastolatek łączył grę w lokalnych zespołach muzycznych, ze studiowaniem na Pasadena City College i Dick Grove School of Music. W 1994 był jednym z założycieli punkowej grupy muzycznej Amen, z którą nagrał dwa albumy studyjne. Występował także w zespole Bluebird, z którym zrealizował sześć albumów.
Pod koniec 2001 dołączył do słynnego Sound City Studios w Los Angeles, pełniąc rolę inżyniera dźwięku. Zajmuje się także aktywnym komponowaniem i nagrywaniem muzyki dla telewizji i filmów, między innymi New Pollution Title theme for Fuel TV, The Cat Diaries czy Bluebird's Stylemasters.
Jako inżynier dźwięku współpracował z takimi wykonawcami jak Amen, The Exies, Stone Sour, Johnny Cash, Trivium, Death Angel, Alice in Chains, Deftones, Evanescence, Rush czy Bush.